# LOOM World Tour
«The LOOM World Tour» es la quinta gira de conciertos en curso de la banda estadounidense de pop rock Imagine Dragons, creada para apoyar el lanzamiento de su sexto álbum de estudio, «LOOM». Inició formalmente el 30 de julio de 2024 en el Freedom Mortgage Pavilion de Camden, Nueva Jersey.

## Antecedentes
Tras el fin del «Mercury World Tour» el 10 de septiembre de 2023 en el Lollapalooza Berlín, Imagine Dragons se enfocó en la creación de su sexto álbum de estudio, «LOOM», cuya recepción fue positiva por parte de los críticos y los fans. Anteriormente, la banda tuvo diversas presentaciones a principios de 2024, destacando su participación como artista invitado en la feria de las fresas en Irapuato, México, el 29 de marzo y en el festival Tecate Pa'l Norte en Monterrey el 31 de ese mismo mes.

## Anuncio de la Gira
La gira fue anunciada el 23 de abril de 2024, con 29 fechas anunciadas en los Estados Unidos, y cuyo inicio fue programado para comenzar de forma oficial en el Freedom Mortgage Pavilion de Camden, Nueva Jersey. Más tarde fue confirmada una fecha más para el 22 de octubre y posteriormente una tercera y una cuarta para el 26 de ese mismo mes, con la finalidad de cubrir la alta demanda de boletos.
Asimismo, el 24 de junio la banda decidió agregar una tercera fecha al show en Salt Lake City, Utah, para el 15 de octubre de 2024. Ese mismo día, confirmaron los actos de apertura que formarían parte del tour, siendo Myles Smith, Jacob Banks, Cannons, EaJ y McPoland los artistas invitados para la primera etapa del tour.
Durante un show privado, Dan Reynolds, vocalista de Imagine Dragons, comentó que, a diferencia de sus anteriores giras, la banda haría un esfuerzo por cambiar el setlist de canciones en cada fecha del tour, desde canciones recientes, hasta otras que nunca han sido interpretadas en vivo.

## Repertorio
El siguiente setlist de canciones fue tomado del primer show de la gira llevado a cabo en Camden, Nueva Jersey y no refleja el repertorio de toda la gira.
1. Fire in These Hills
2. Thunder
3. Bones
4. Take Me to the Beach
5. Whatever It Takes
6. Next To Me
7. It's Time
8. Bad Liar
9. Nice to Meet You
10. Wake Up
11. Radioactive
12. Demons
13. Natural
14. Kid
15. Gods Don't Pray
16. Sharks
17. Enemy
18. Eyes Closed
19. In Your Corner
20. Don't Forget Me
21. Believer

## Fechas
| Día                      | Ciudad             | País            | Lugar                                                     | Acto de apertura | Entradas vendidas | Recaudación |
| ------------------------ | ------------------ | --------------- | --------------------------------------------------------- | ---------------- | ----------------- | ----------- |
| Norteamérica             |                    |                 |                                                           |                  |                   |             |
| 30 de julio de 2024      | Camdem             | Estados Unidos  | Freedom Mortgage Pavilion                                 | Myles Smith      | 24,241 / 24,241   | $1,602,581  |
| 2 de agosto de 2024      | Wantagh            | Estados Unidos  | Jones Beach Theater                                       | Myles Smith      | 13,530 / 13,530   | $1,594,676  |
| 4 de agosto de 2024      | Holmdel            | Estados Unidos  | PNC Bank Arts Center                                      | Myles Smith      | 17,094 / 17,094   | $1,424,750  |
| 6 de agosto de 2024      | Mansfield          | Estados Unidos  | Xfinity Center                                            | Myles Smith      | 19,760 / 19,760   | $2,031,019  |
| 8 de agosto de 2024      | Toronto            | Canadá          | Budweiser Stage                                           | Jacob Banks      | 31,986 / 31,986   | $2,602,828  |
| 9 de agosto de 2024      | Toronto            | Canadá          | Budweiser Stage                                           | Jacob Banks      | 31,986 / 31,986   | $2,602,828  |
| 12 de agosto de 2024     | Clarkston          | Estados Unidos  | Pine Knob Music Theatre                                   | Jacob Banks      | 14,855 / 14,855   | $1,256,872  |
| 14 de agosto de 2024     | Burgettstown       | Estados Unidos  | The Pavilion at Star Lake                                 | Jacob Banks      | 18,672 / 18,672   | $1,257,233  |
| 16 de agosto de 2024     | Maryland Heights   | Estados Unidos  | Hollywood Casino Amphitheatre                             | Jacob Banks      | 18,839 / 18,839   | $1,389,811  |
| 18 de agosto de 2024     | Tinley Park        | Estados Unidos  | Credit Union 1 Amphitheatre                               | Jacob Banks      | 25,332 / 25,332   | $2,131,409  |
| 20 de agosto de 2024     | Noblesville        | Estados Unidos  | Ruoff Music Center                                        | Cannons          | 23,406 / 23,406   | $1,636,033  |
| 22 de agosto de 2024     | Bristown           | Estados Unidos  | Jiffy Lube Live                                           | Cannons          | 22,530 / 22,530   | $1,607,659  |
| 23 de agosto de 2024     | Columbia           | Estados Unidos  | Merriweather Post Pavilion                                | Cannons          | 15,000 / 15,000   | $1,503,448  |
| 26 de agosto de 2024     | Virginia Beach     | Estados Unidos  | Veterans United Home Loans Amphitheater at Virginia Beach | Cannons          | 18,721 / 18,721   | $1,351,389  |
| 28 de agosto de 2024     | Charlotte          | Estados Unidos  | PNC Music Pavilion                                        | Cannons          | 18,805 / 18,805   | $1,642,343  |
| 30 de agosto de 2024     | West Palm Beach    | Estados Unidos  | ITHINK Financial Amphitheatre                             | Cannons          | 17,390 / 17,390   | $1,580,648  |
| 1 de septiembre de 2024  | Tampa              | Estados Unidos  | MidFlorida Credit Union Amphitheatre                      | Cannons          | —                 | —           |
| 4 de septiembre de 2024  | Dallas             | Estados Unidos  | Dos Equis Pavilion                                        | Cannons          | —                 | —           |
| 6 de septiembre de 2024  | The Woodlands      | Estados Unidos  | Cynthia Woods Mitchell Pavilion                           | Cannons          | —                 | —           |
| 8 de septiembre de 2024  | Ridgedale          | Estados Unidos  | Thunder Ridge Nature Arena                                | Cannons          | —                 | —           |
| Sudamérica               |                    |                 |                                                           |                  |                   |             |
| 14 de septiembre de 2024 | Río de Janeiro     | Brasil          | Parque Olímpico de Río de Janeiro                         | N/a              | —                 | —           |
| Norteamérica             |                    |                 |                                                           |                  |                   |             |
| 28 de septiembre de 2024 | George             | Estados Unidos  | The Gorge Amphitheatre                                    | EaJ              | —                 | —           |
| 29 de septiembre de 2024 | Ridgefield         | Estados Unidos  | RV Inn Style Resorts Amphitheater                         | EaJ              | —                 | —           |
| 2 de octubre de 2024     | Wheatland          | Estados Unidos  | Toyota Amphitheatre                                       | EaJ              | —                 | —           |
| 5 de octubre de 2024     | Chula Vista        | Estados Unidos  | North Island Credit Union Amphitheatre                    | EaJ              | —                 | —           |
| 6 de octubre de 2024     | Phoenix            | Estados Unidos  | Talking Stick Resort Amphitheatre                         | EaJ              | —                 | —           |
| 9 de octubre de 2024     | Albuquerque        | Estados Unidos  | Isleta Amphitheater                                       | EaJ              | —                 | —           |
| 11 de octubre de 2024    | West Valley City   | Estados Unidos  | Utah First Credit Union Amphitheatre                      | EaJ              | —                 | —           |
| 12 de octubre de 2024    | West Valley City   | Estados Unidos  | Utah First Credit Union Amphitheatre                      | Peter McPoland   | —                 | —           |
| 15 de octubre de 2024    | West Valley City   | Estados Unidos  | Utah First Credit Union Amphitheatre                      | Peter McPoland   | —                 | —           |
| 17 de octubre de 2024    | Morrison           | Estados Unidos  | Red Rocks Amphitheatre                                    | Peter McPoland   | —                 | —           |
| 20 de octubre de 2024    | Mountain View      | Estados Unidos  | Shoreline Amphitheatre                                    | Peter McPoland   | —                 | —           |
| 22 de octubre de 2024    | Los Ángeles        | Estados Unidos  | Hollywood Bowl                                            | Peter McPoland   | —                 | —           |
| 23 de octubre de 2024    | Los Ángeles        | Estados Unidos  | Hollywood Bowl                                            | EaJ              | —                 | —           |
| 26 de octubre de 2024    | Los Ángeles        | Estados Unidos  | Hollywood Bowl                                            | Cannons          | —                 | —           |
| 27 de octubre de 2024    | Los Ángeles        | Estados Unidos  | Hollywood Bowl                                            | EaJ              | —                 | —           |
| Asia                     |                    |                 |                                                           |                  |                   |             |
| 21 de noviembre de 2024  | Kuala Lumpur       | Malasia         | Malaysia National Hockey Stadium                          | N/a              | —                 | —           |
| 23 de noviembre de 2024  | Bangkok            | Tailandia       | Queen Sirikit National Convention Center                  | N/a              | —                 | —           |
| 25 de noviembre de 2024  | Singapur           | Singapur        | Estadio Cubierto de Singapur                              | N/a              | —                 | —           |
| 28 de noviembre de 2024  | Taipei             | Taiwán          | Taipei Nangang Exhibition Center                          | N/a              | —                 | —           |
| 30 de noviembre de 2024  | Hong Kong          | Hong Kong       | AsiaWorld–Arena                                           | N/a              | —                 | —           |
| 1 de diciembre de 2024   | Hong Kong          | Hong Kong       | AsiaWorld–Arena                                           | N/a              | —                 | —           |
| 3 de diciembre de 2024   | Tokyo              | Japón           | Ariake Arena                                              | N/a              | —                 | —           |
| 8 de diciembre de 2024   | Ciudad Ho Chi Minh | Vietnam         | Vinhomes Grand Park                                       | N/a              | —                 | —           |
| 4 de abril de 2025       | Hangzhou           | China           | Hangzhou Sports Park                                      | N/a              | —                 | —           |
| 6 de abril de 2025       | Hangzhou           | China           | Hangzhou Sports Park                                      | N/a              | —                 | —           |
| 8 de abril de 2025       | Shenzhen           | China           | Shenzhen Universiade Sports Centre                        | N/a              | —                 | —           |
| 10 de abril de 2025      | Shenzhen           | China           | Shenzhen Universiade Sports Centre                        | N/a              | —                 | —           |
| Europa                   |                    |                 |                                                           |                  |                   |             |
| 27 de mayo de 2025       | Milán              | Italia          | Ippodromo Snai La Mura                                    | N/a              | —                 | —           |
| 29 de mayo de 2025       | Zurich             | Suiza           | Letzigrund                                                | Declan McKenna   | —                 | —           |
| 31 de mayo de 2025       | Zurich             | Suiza           | Letzigrund                                                | Declan McKenna   | —                 | —           |
| 3 de junio de 2025       | Tallin             | Estonia         | Auditorio del Festival de la Canción de Estonia           | Declan McKenna   | —                 | —           |
| 5 de junio de 2025       | Estocolmo          | Suecia          | Tele2 Arena                                               | Declan McKenna   | —                 | —           |
| 7 de junio de 2025       | Trondheim          | Noruega         | Neon Festival at Dahls Arena                              | N/a              | —                 | —           |
| 9 de junio de 2025       | Praga              | República Checa | Prague Letňany Airport                                    | Declan McKenna   | —                 | —           |
| 11 de junio de 2025      | Praga              | República Checa | Prague Letňany Airport                                    | Declan McKenna   | —                 | —           |
| 14 de junio de 2025      | Budapest           | Hungría         | Puskás Aréna                                              | Declan McKenna   | —                 | —           |
| 15 de junio de 2025      | Budapest           | Hungría         | Puskás Aréna                                              | Declan McKenna   | —                 | —           |
| 18 de junio de 2025      | Padua              | Italia          | Estadio Euganeo                                           | Declan McKenna   | —                 | —           |
| 19 de junio de 2025      | Padua              | Italia          | Estadio Euganeo                                           | Declan McKenna   | —                 | —           |
| 21 de junio de 2025      | Nápoles            | Italia          | Estadio Diego Armando Maradona                            | Declan McKenna   | —                 | —           |
| 26 de junio de 2025      | Lisboa             | Portugal        | Estádio da Luz                                            | Declan McKenna   | —                 | —           |
| 28 de junio de 2025      | Madrid             | España          | Estadio Metropolitano                                     | Declan McKenna   | —                 | —           |
| 1 de julio de 2025       | Barcelona          | España          | Estadio Olímpico Lluís Companys                           | Declan McKenna   | —                 | —           |
| 3 de julio de 2025       | Lyon               | Francia         | Parc Olympique Lyonnais                                   | Declan McKenna   | —                 | —           |
| 5 de julio de 2025       | París              | Francia         | Estadio de Francia                                        | Declan McKenna   | —                 | —           |
| 6 de julio de 2025       | París              | Francia         | Estadio de Francia                                        | Declan McKenna   | —                 | —           |
| 9 de julio de 2025       | Amsterdam          | Países Bajos    | Johan Cruyff Arena                                        | Declan McKenna   | —                 | —           |
| 12 de julio de 2025      | Werchter           | Bélgica         | Werchter Boutique                                         | Declan McKenna   | —                 | —           |
| 14 de julio de 2025      | Copenhague         | Dinamarca       | Refshaleøen                                               | Declan McKenna   | —                 | —           |
| 16 de julio de 2025      | Hamburgo           | Alemania        | Volksparkstadion                                          | Declan McKenna   | —                 | —           |
| 18 de julio de 2025      | Varsovia           | Polonia         | Estadio Nacional de Varsovia                              | Declan McKenna   | —                 | —           |
| 19 de julio de 2025      | Varsovia           | Polonia         | Estadio Nacional de Varsovia                              | Declan McKenna   | —                 | —           |
| 21 de julio de 2025      | Fráncfort del Meno | Alemania        | Deutsche Bank Park                                        | Declan McKenna   | —                 | —           |
| 23 de julio de 2025      | Lille              | Francia         | Estadio Pierre-Mauroy                                     | Declan McKenna   | —                 | —           |
| 25 de julio de 2025      | Londres            | Reino Unido     | Tottenham Hotspur Stadium                                 | Declan McKenna   | —                 | —           |
| 26 de julio de 2025      | Londres            | Reino Unido     | Tottenham Hotspur Stadium                                 | Declan McKenna   | —                 | —           |
| Latinoamérica            |                    |                 |                                                           |                  |                   |             |
| 5 de septiembre de 2025  | Ciudad de México   | México          | Estadio GNP Seguros                                       | TBA              | —                 | —           |
| 7 de septiembre de 2025  | Ciudad de México   | México          | Estadio GNP Seguros                                       | TBA              | —                 | —           |
| 17 de octubre de 2025    | Bogotá             | Colombia        | Vive Claro                                                | TBA              | —                 | —           |
| 19 de octubre de 2025    | Lima               | Perú            | Estadio San Marcos                                        | TBA              | —                 | —           |
| 21 de octubre de 2025    | Santiago           | Chile           | Estadio Monumental                                        | TBA              | —                 | —           |
| 23 de octubre de 2025    | Buenos Aires       | Argentina       | Hipódromo de San Isidro                                   | TBA              | —                 | —           |
| 26 de octubre de 2025    | Belo Horizonte     | Brasil          | Estadio Mineirão                                          | TBA              | —                 | —           |
| 29 de octubre de 2025    | Brasilia           | Brasil          | Estadio Mané Garrincha                                    | TBA              | —                 | —           |
| 31 de octubre de 2025    | São Paulo          | Brasil          | Estadio de Morumbi                                        | TBA              | —                 | —           |

## Conciertos cancelados o reprogramados
| Fecha               | Ciudad   | País  | Lugar                              | Motivo                                                         |
| ------------------- | -------- | ----- | ---------------------------------- | -------------------------------------------------------------- |
| 12 de abril de 2025 | Shanghái | China | Circuito Internacional de Shanghái | Cancelado debido a los fuertes vientos que azotaban la ciudad. |
| 13 de abril de 2025 | Shanghái | China | Circuito Internacional de Shanghái | Cancelado debido a los fuertes vientos que azotaban la ciudad. |